# Венортспаркен

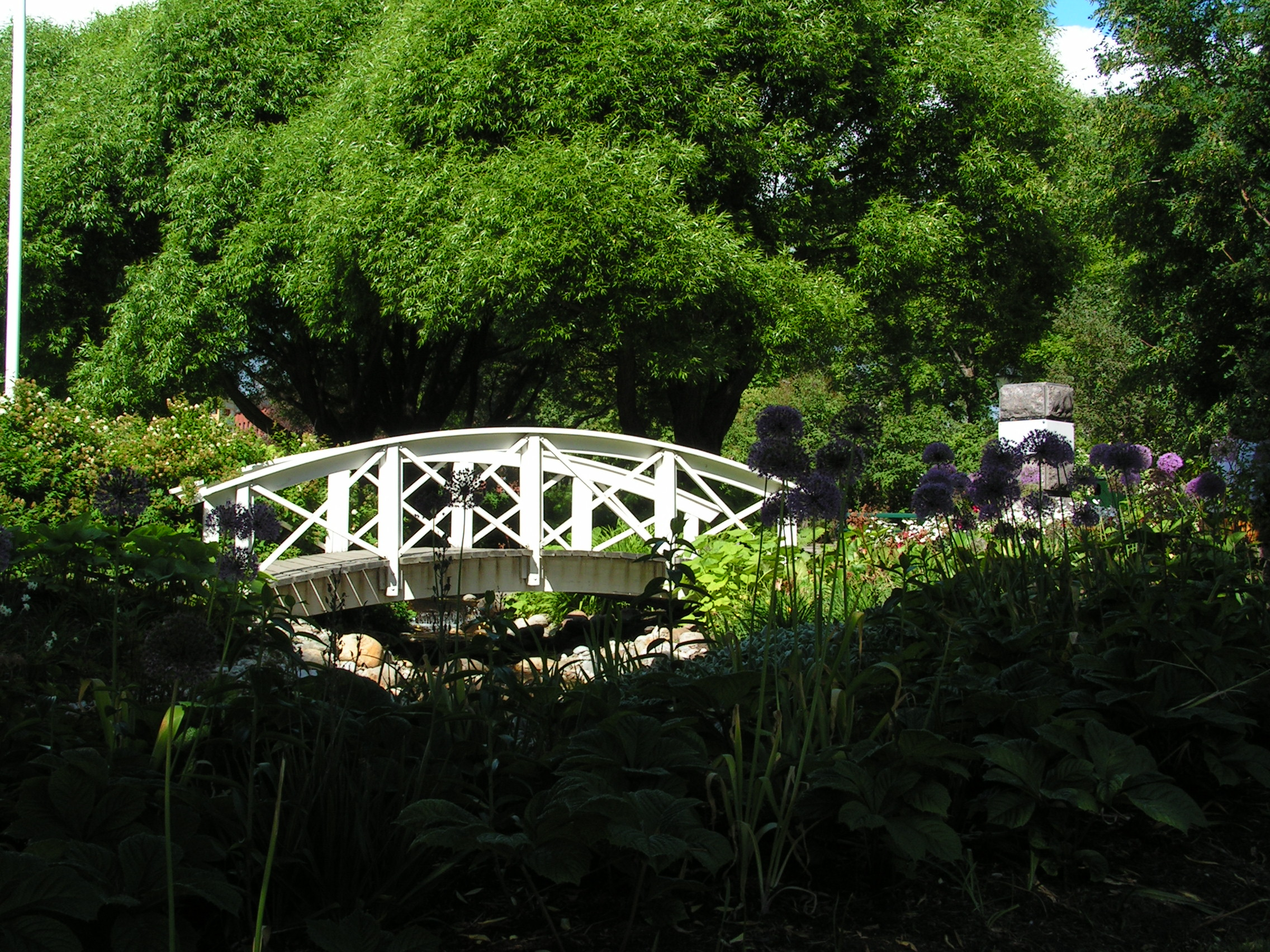
Мост в парке.

Венортспаркен (букв. «парк городов-побратимов») — парк в центре города Умео, лен Вестерботтен, Швеция.

## История
Парк был построен в 1858 году по инициативе паркового общества Умео (основанного в 1851 году). Однако парк был разрушен после городского пожара в 1888 году. Он был восстановлен и получил свою нынешнюю форму и название в 1985 году после капитальной реконструкции. В то время в восточной и северной частях был добавлен к зелёным насаждениям был добавлен рукотворный ручей, а участки с парковыми постройками были посвящены шести городам-побратимам Умео. Эти участки были украшены артефактами, символизирующие каждое место: Хельсингер в Дании, Вааса в Финляндии, Петрозаводск в России, Харстад в Норвегии, Вюрцбург в Германии и Саскатун в Канаде.
Скульптура Tellus работы Анте Дальштедта имеет вид шара с расположением шести городов-побратимов. Она была также установлена в 1985 году и подчёркивает тему городов-побратимов в оформлении парка.
Площадь парка засажена норвежским клёном. Здесь произрастают и другие виды деревьев: в частности, швейцарская сосна, сосна горная, альпийская смородина, ясень и конский каштан. В парке также растёт береза (Betula Pendula Dalecarlica), шведское национальное дерево, которая была посажена в 1985 году.
До 1925 года территория парка была занята футбольным полем. Старыми названиями области парка является Кюркторгет (Церковная площадь) и Сколпаркен (школьный парк), поскольку в течение долгого времени эта территория использовалась как игровая площадка для учеников гимназии, построенной в 1900 году.